# 凌云乡 (巴中市)
凌云乡，是中华人民共和国四川省巴中市巴州区曾经下辖的一个乡。2019年12月，撤销凌云乡，将其所属行政区域划归玉堂街道管辖。

## 行政区划
凌云乡撤销前下辖以下地区：
凌云社区、寨子包村、王家院村、方山雁村、何家坪村、古楼山村、白岩河村、柏桠庙村、印山坪村和天桥村。